# Stürzlieder Berg
Der Stürzlieder Berg ist ein 342,9 m hoher Berg im Grenzbereich der Landkreise Eichsfeld (TH) und Werra-Meißner (HE) (Deutschland).

## Geographie
Der Berg befindet sich zwischen den Ortschaften Neuseesen im Südwesten, Hohengandern im Norden und Bornhagen im Südosten. Die nächstgelegene Stadt Witzenhausen liegt etwa vier Kilometer in westlicher Richtung und Heilbad Heiligenstadt ungefähr 14 km in östlicher Richtung.
Über den Berg verlief die ehemalige Innerdeutsche Grenze und das heutige Grüne Band Deutschland.
Der Stürzlieder Berg ist im Süden und Westen bewaldet, nach Norden und Osten wird er auch landwirtschaftlich genutzt. Hier gibt es auch kleinere Kalk-Magerrasenkomplexe mit seltenen Pflanzen und Tieren. Südwestlich grenzt die Bergkuppe an die Stürzliede (354,2 m) und im Nordosten an das Waldgebiet Altes Holz (335 m), welches bereits zum benachbarten Oberen Leinegraben gerechnet wird.

## Geschichtliches
1593 wird die Stürzlide in einem Hansteiner Verzeichnis erstmals erwähnt. Der Name deutet auf einen Berghang, der steil abstürzt (Sturz-leite). Der Stürzlieder Berg bildete über Jahrhunderte die Grenze zwischen dem kurmainzischen Eichsfeld und der Landgrafschaft Hessen, ab 1945 verlief hier zunächst die Zonengrenze und nach 1952 erfolgte der schrittweise Ausbau der Innerdeutschen Grenze. Im Jahr 1983 kam es im Bereich des Stürzlieder Berges in unmittelbarer Nähe des Grenzzaunes zu einem Hubschrauberabsturz vom Typ Mi-24 der Sowjetischen Streitkräfte. Der ehemalige Grenzabschnitt ist nun Teil des Grünen Bandes.

## Einzelnachweis
1. ↑  Karten und Daten des Bundesamtes für Naturschutz (Hinweise)
2. ↑  Erhard Müller: Schwierige Flurnamen im Kreis Heiligenstadt.  In: Eichsfelder Heimathefte (26) 1986, S. 73